# Nāḩiyat Markaz Qaḑā' ar Ruşāfah
Nāḩiyat Markaz Qaḑā' ar Ruşāfah (arabiska: ناحية مركز قضاء الرصافة) är ett underdistrikt i Irak.   Det ligger i provinsen Bagdad, i den centrala delen av landet. Huvudstaden Bagdad ligger i Nāḩiyat Markaz Qaḑā' ar Ruşāfah.